# Grofovija Kyburg
Grofovija Kybrug bila je administrativna jedinica na područje današnjeg kantona Züricha u Švicarskoj.
Potječe iz grofovije koja je osnovana u 11. stoljeću udajom Adelheide, kćeri Adalbertove, posljednjeg gospodara Winterthura za Hartmanna I. Dillingenskog, koji se otada nazivao po svojem novom sjedištu kyburški.